# Bützfleth
Bützfleth este o localitate cu 4.800 de locuitori ce aparține de orașul Stade, landul Niedersachsen, Germania.